# Америдельфи
Америдельфи (Ameridelphia) — надряд сумчастих ссавців. Група включає усіх сучасних сумчастих, що мешкають у Північній та Південній Америці за винятком дромера (Dromiciops). Зараз америдельфи розглядаються як парафілетична група.

## Класифікація
- Ряд Didelphimorphia (93 види)
  - Родина Didelphidae
- Ряд Paucituberculata (6 види)
  - Родина Caenolestidae